# 中須 (広島市)
中須（なかす）は、広島県広島市安佐南区の町名。現行行政地名は中須一丁目及び中須二丁目。郵便番号731-0121（安佐南郵便局管区）。2018年6月末現在の人口は3,925人 。

## 地理
安佐南区の東部に位置する。北で緑井、北東で川内、東で中筋、南で古市、西で大町東と隣接する。安川・古川合流域に位置し、昔の川中須であった。小瀬、來船、蔦島、黒川等の小地名が往時をしのばせる。安の庄の上安に属する。

## 歴史
中須村は江戸期からの村名で、安芸国沼田郡（もと佐東郡）に属し、廃藩置県後1888年（明治21年）まで広島県沼田郡中須村であった。1889年（明治22年）の町村制施行による大合併 により、沼田郡大町村、上安村、中須村、高取村、相田村、長楽寺村の6村が合併し、沼田郡安村となる。
太平洋戦争後の1955年（昭和30年）に安佐郡古市町と合併し安佐郡安古市町となる。1973年（昭和48年）に広島市と合併し広島市安古市町となり、1980年に広島市が政令指定都市に指定された際、広島市安佐南区中須となる。

## 交通

### 鉄道
- JR西日本可部線
  - 大町駅 - 敷地のうち線路部分が中須にあたる。
- 広島高速交通広島新交通1号線（アストラムライン）
  - 古市駅敷地の一部が中須にあたる。この他、大町駅も利用できる。

### 道路
- 国道54号
- 県道広島豊平線（安川通り）

## 施設
- 広島市安佐南区総合福祉センター
- 古市児童館
- 広島共立病院
- 胡子神社
- 中須稲生神社

## 人口・世帯数
2018年6月末の人口・世帯数は以下の通り。
| 町名       | 人口  | 世帯数 |
| ---------- | ----- | ------ |
| 中須一丁目 | 2,564 | 1,239  |
| 中須二丁目 | 1,361 | 587    |
| 計         | 3,925 | 1,826  |